# Kreis Szombathely
Der Kreis Szombathely (ungarisch Szombathelyi járás) ist ein Kreis im Westen des westungarischen Komitats Vas. Er grenzt im Norden an den Kreis Kőszeg, im Osten an den Kreis Sárvár, im Süden an den Kreis Vasvár und den Kreis Körmend. Im Westen bilden acht Gemeinden die Grenze zu Österreich (Burgenland).

## Geschichte
Im Zuge der ungarischen Verwaltungsreform ging der Kreis Anfang 2013 als Nachfolger des gleichnamigen Kleingebiets (ungarisch Szombathelyi kistérség) unverändert hervor.

## Gemeindeübersicht
Der Kreis Szombathely hat eine durchschnittliche Gemeindegröße von 2.771 Einwohnern auf einer Fläche von 16,16 Quadratkilometern. Ohne die Kreisstadt verringern sich diese Durchschnittswerte auf 843 Ew. bzw. 14,07 km². Die Bevölkerungsdichte des bevölkerungsreichsten Kreises mit der zweitgrößten Fläche beträgt das Zweieinhalbfache des Komitatswertes.

Der Kreissitz befindet sich in der größten Stadt, Szombathely im Zentrum des Kreises gelegen. Die zudem größte Stadt im Kreis (15 % der Fläche) ist zugleich Verwaltungssitz des Komitats und verfügt über die gleichen Rechte wie ein Komitat (ungarisch Megyei jogú város).
| Gemeinde           | Status   | Herkunft Kleingebiet | Einwohnerzahl | Einwohnerzahl | Einwohnerzahl | Fläche (km²) 1. 1. 2016 | Bevölkerungs- dichte (Ew./km²) |
| Gemeinde           | Status   | Herkunft Kleingebiet | 1. 10. 2011   | 1. 1. 2013    | 1. 1. 2016    | Fläche (km²) 1. 1. 2016 | Bevölkerungs- dichte (Ew./km²) |
| ------------------ | -------- | -------------------- | ------------- | ------------- | ------------- | ----------------------- | ------------------------------ |
| Acsád              | Gemeinde | Szombathely          | 676           | 585           | 677           | 14,34                   | 47,2                           |
| Balogunyom         | Gemeinde | Szombathely          | 1.197         | 1.144         | 1.120         | 12,12                   | 92,4                           |
| Bozzai             | Gemeinde | Szombathely          | 319           | 309           | 323           | 4,43                    | 72,9                           |
| Bucsu *            | Gemeinde | Szombathely          | 579           | 543           | 565           | 16,54                   | 34,2                           |
| Csempeszkopács     | Gemeinde | Szombathely          | 305           | 285           | 283           | 5,40                    | 52,4                           |
| Dozmat             | Gemeinde | Szombathely          | 220           | 225           | 233           | 8,54                    | 27,3                           |
| Felsőcsatár *      | Gemeinde | Szombathely          | 459           | 491           | 510           | 17,90                   | 28,5                           |
| Gencsapáti         | Gemeinde | Szombathely          | 2.762         | 2.743         | 2.713         | 22,39                   | 121,2                          |
| Gyanógeregye       | Gemeinde | Szombathely          | 148           | 151           | 157           | 7,07                    | 22,2                           |
| Horvátlövő *       | Gemeinde | Szombathely          | 190           | 198           | 189           | 6,16                    | 30,7                           |
| Ják *              | Gemeinde | Szombathely          | 2.596         | 2.603         | 2.593         | 44,95                   | 57,7                           |
| Kisunyom           | Gemeinde | Szombathely          | 423           | 418           | 418           | 10,00                   | 41,8                           |
| Meszlen            | Gemeinde | Szombathely          | 220           | 218           | 205           | 12,02                   | 17,1                           |
| Nárai              | Gemeinde | Szombathely          | 1.249         | 1.233         | 1.260         | 15,99                   | 78,8                           |
| Narda *            | Gemeinde | Szombathely          | 469           | 464           | 466           | 10,35                   | 45,0                           |
| Nemesbőd           | Gemeinde | Szombathely          | 633           | 612           | 616           | 9,14                    | 67,4                           |
| Nemeskolta         | Gemeinde | Szombathely          | 354           | 351           | 343           | 7,34                    | 46,7                           |
| Perenye            | Gemeinde | Szombathely          | 697           | 646           | 645           | 16,22                   | 39,8                           |
| Pornóapáti *       | Gemeinde | Szombathely          | 364           | 398           | 431           | 15,14                   | 28,5                           |
| Rábatöttös         | Gemeinde | Szombathely          | 200           | 207           | 216           | 6,48                    | 33,3                           |
| Rum                | Gemeinde | Szombathely          | 1.149         | 1.166         | 1.197         | 16,85                   | 71,0                           |
| Salköveskút        | Gemeinde | Szombathely          | 485           | 473           | 472           | 13,20                   | 35,8                           |
| Sé                 | Gemeinde | Szombathely          | 1.377         | 1.352         | 1.313         | 6,03                    | 217,7                          |
| Sorkifalud         | Gemeinde | Szombathely          | 655           | 652           | 665           | 17,37                   | 38,3                           |
| Sorkikápolna       | Gemeinde | Szombathely          | 266           | 246           | 233           | 8,86                    | 26,3                           |
| Sorokpolány        | Gemeinde | Szombathely          | 821           | 836           | 800           | 13,29                   | 60,2                           |
| Söpte              | Gemeinde | Szombathely          | 792           | 763           | 723           | 13,98                   | 51,7                           |
| Szentpéterfa *     | Gemeinde | Szombathely          | 987           | 1.006         | 993           | 31,24                   | 31,8                           |
| Szombathely        | Stadt    | Szombathely          | 78.884        | 77.547        | 77.973        | 97,50                   | 799,7                          |
| Tanakajd           | Gemeinde | Szombathely          | 723           | 715           | 719           | 11,82                   | 60,8                           |
| Táplánszentkereszt | Gemeinde | Szombathely          | 2.586         | 2.570         | 2.542         | 20,08                   | 126,6                          |
| Torony             | Gemeinde | Szombathely          | 1.937         | 1.942         | 1.966         | 12,83                   | 153,2                          |
| Vasasszonyfa       | Gemeinde | Szombathely          | 362           | 373           | 391           | 10,65                   | 36,7                           |
| Vaskeresztes *     | Gemeinde | Szombathely          | 336           | 373           | 358           | 9,12                    | 39,3                           |
| Vassurány          | Gemeinde | Szombathely          | 818           | 824           | 808           | 10,09                   | 80,1                           |
| Vasszécseny        | Gemeinde | Szombathely          | 1.384         | 1.374         | 1.337         | 17,95                   | 74,5                           |
| Vasszilvágy        | Gemeinde | Szombathely          | 380           | 376           | 366           | 11,80                   | 31,0                           |
| Vát                | Gemeinde | Szombathely          | 688           | 671           | 672           | 23,27                   | 28,9                           |
| Vép                | Stadt    | Szombathely          | 3.534         | 3.323         | 3.266         | 32,89                   | 99,3                           |
| Zsennye            | Gemeinde | Szombathely          | 96            | 98            | 92            | 5,02                    | 18,3                           |
| Kreis Szombathely  |          |                      | 112.320       | 110.504       | 110.849       | 646,36                  | 171,5                          |

* Grenzgemeinde zu Österreich